# Tremês
Tremês é uma vila portuguesa que foi sede da extinta Freguesia de Tremês do Município de Santarém, freguesia que tinha 24,79 km² de área e 1 981 habitantes (2011), e, por isso, uma densidade populacional era 79,9 hab/km². Esta freguesia foi extinta e agregada à Freguesia de Azoia de Cima, sendo criada a União das Freguesias de Azoia de Cima e Tremês. 
A povoação de Tremês foi elevada à categoria de vila em 2005.
Tendo pertencido à freguesia extinta, a União de Freguesias agrega os seguintes lugares: Água Peneira, Alto dos Fornos, Arneiro de Tremês, Bairro D. Constança, Casais da Maria Delfina, Casal da Azenha, Lourosa, Outeiro de Alfazema, Paço, Santos e Sinterra.
Situada num vale, na zona do “Bairro”, a noroeste da cidade de Santarém, Tremês (antiga paróquia de Santiago Maior) dista 16 quilómetros da sede do município.

## História
A origem de Tremês é muito antiga. A paróquia é provavelmente do Séc. XIII.
A freguesia de Tremês pertenceu ao extinto concelho de Alcanede até ao século XIX, tendo posteriormente sido integrado no concelho (atual município) de Santarém.
Na Freguesia de Tremês o principal aglomerado populacional era Tremês, sede de freguesia, que inicialmente se desenvolveu ao longo da Estrada Nacional EN362. A importância desta via ainda hoje prevalece, dado que a sede de freguesia é atravessada por esta estrada nacional que liga Santarém a Porto-de-Mós.
Para se deslocar a Santarém, ou a outras zonas, a população de Tremês dispõe de uma rede de transportes públicos que satisfaz razoavelmente as actuais necessidades. Também o acompanhamento médico é garantido, dado que a extensão de saúde local funciona diariamente com dois médicos.
Tremês fez parte de um dos caminhos medievais para Santiago de Compostela.
Pensa-se que o seu povoamento seja posterior à formação da Nacionalidade.
No livro das Igrejas e Capelas do Padroado dos Reis de Portugal encontramos, também, referências a escâmbos «de suas capelas», o que atesta a ancestralidade desta igreja.
As indústrias de cerâmica e cal são tradicionais em Tremês. No início do Séc. XIX, construíram-se importantes empresas de fabrico de cerâmica comum (telhas e tijolos), que motivaram a industrialização relativa da freguesia.
Os seus campos são muito férteis, por isso a sua principal actividade económica esteve centrada na agricultura, através da produção de azeite, vinho, trigo, milho, cevada, grão-de-bico e feijão.
Na vila existe um Grupo de Dança Desportiva.

## População
| População da freguesia de Tremês | População da freguesia de Tremês | População da freguesia de Tremês | População da freguesia de Tremês | População da freguesia de Tremês | População da freguesia de Tremês | População da freguesia de Tremês | População da freguesia de Tremês | População da freguesia de Tremês | População da freguesia de Tremês | População da freguesia de Tremês | População da freguesia de Tremês | População da freguesia de Tremês | População da freguesia de Tremês | População da freguesia de Tremês |
| -------------------------------- | -------------------------------- | -------------------------------- | -------------------------------- | -------------------------------- | -------------------------------- | -------------------------------- | -------------------------------- | -------------------------------- | -------------------------------- | -------------------------------- | -------------------------------- | -------------------------------- | -------------------------------- | -------------------------------- |
| 1864                             | 1878                             | 1890                             | 1900                             | 1911                             | 1920                             | 1930                             | 1940                             | 1950                             | 1960                             | 1970                             | 1981                             | 1991                             | 2001                             | 2011                             |
| 1 103                            | 1 416                            | 1 599                            | 1 772                            | 2 027                            | 2 048                            | 2 012                            | 2 673                            | 2 734                            | 2 658                            | 1 895                            | 2 401                            | 2 245                            | 2 146                            | 1 981                            |

| Distribuição da População por Grupos Etários | Distribuição da População por Grupos Etários | Distribuição da População por Grupos Etários | Distribuição da População por Grupos Etários | Distribuição da População por Grupos Etários | Distribuição da População por Grupos Etários | Distribuição da População por Grupos Etários | Distribuição da População por Grupos Etários | Distribuição da População por Grupos Etários | Distribuição da População por Grupos Etários |
| -------------------------------------------- | -------------------------------------------- | -------------------------------------------- | -------------------------------------------- | -------------------------------------------- | -------------------------------------------- | -------------------------------------------- | -------------------------------------------- | -------------------------------------------- | -------------------------------------------- |
| Ano                                          | 0-14 Anos                                    | 15-24 Anos                                   | 25-64 Anos                                   | > 65 Anos                                    |                                              | 0-14 Anos                                    | 15-24 Anos                                   | 25-64 Anos                                   | > 65 Anos                                    |
| 2001                                         | 258                                          | 283                                          | 1069                                         | 536                                          |                                              | 12,0%                                        | 13,2%                                        | 49,8%                                        | 25,0%                                        |
| 2011                                         | 252                                          | 168                                          | 1007                                         | 554                                          |                                              | 12,7%                                        | 8,5%                                         | 50,8%                                        | 28,0%                                        |

Média do País no censo de 2001:  0/14 Anos-16,0%; 15/24 Anos-14,3%; 25/64 Anos-53,4%; 65 e mais Anos-16,4%
Média do País no censo de 2011:   0/14 Anos-14,9%; 15/24 Anos-10,9%; 25/64 Anos-55,2%; 65 e mais Anos-19,0%